# 1648 Shajna
1648 Shajna (1935 RF) là một tiểu hành tinh vành đai chính được phát hiện ngày 5 tháng 9 năm 1935 bởi P. Shajn ở Simeis.